# Lac Baker (comté de Blaine, Idaho)
 (juillet 2018).
Si vous disposez d'ouvrages ou d'articles de référence ou si vous connaissez des sites web de qualité traitant du thème abordé ici, merci de compléter l'article en donnant les références utiles à sa vérifiabilité et en les liant à la section « Notes et références ».
Pour les articles homonymes, voir Lac Baker.
Le lac Baker est un lac alpin relevant du comté de Blaine, Idaho, aux États-Unis. Situé à 2 690 mètres, le lac fait partie des Smoky Mountain dans la forêt nationale de Sawtooth et est accessible via une piste commençant à la fin de la route forestière 62.